# Zimmerwalder Manifest
Das Zimmerwalder Manifest wurde von Leo Trotzki verfasst und auf der Zimmerwalder Konferenz (5. bis 8. September 1915), einer geheimen internationalen sozialistischen Konferenz im Berner Dorf Zimmerwald, verabschiedet. In verschiedenen Grundsatzfragen kam es zu keiner Einigung. Die revolutionären Ansichten Lenins und seiner Anhänger wurden von der Mehrheit abgelehnt.

## Inhalt des Manifestes
Die Zimmerwalder Konferenz wurde auf Initiative des Schweizer Sozialdemokraten Robert Grimm einberufen, um die Kräfte der Sozialistischen Internationale, die infolge der Burgfriedenspolitik zu Beginn des Ersten Weltkriegs zerbrochen war, neu zu formieren.
Die Unterzeichnenden erklärten den Ersten Weltkrieg zum «Krieg der Kapitalisten» und forderten die sozialistischen Kräfte zur Einigkeit im Kampf für den Frieden auf. Sie riefen die sozialistischen Parteien aller Nationen auf, ihre Zustimmung zu Kriegskrediten zu verweigern, und bezeugten allen Opfern des Krieges ihre uneingeschränkte Solidarität.

## Teilnehmer und Unterzeichner
Die prominentesten Teilnehmer der Konferenz waren
- der zu dieser Zeit im Schweizer Exil lebende Wladimir Iljitsch Uljanow, genannt Lenin, sowie
- ein weiterer späterer Führer der Oktoberrevolution, Leo Trotzki.

Das Manifest unterzeichneten
im Namen der internationalen sozialistischen Konferenz:
- für die deutsche Delegation: Georg Ledebour, Adolph Hoffmann;
- für die französische Delegation: A. Bourderon, A. Merrheim;
- für die italienische Delegation: G. E. Modigliani, Constantino Lazzari;
- für die russische Delegation: W. I. Lenin, Paul Axelrod, M. Bobrow;
- für die polnische Delegation: St. Lapinski, A. Warski, Karl Radek im Namen von Cz. Hanecki;

für die interbalkanische sozialistische Föderation: 
- im Namen der rumänischen Delegation: Christian Georgijewitsch Rakowski,
- im Namen der bulgarischen Delegation: Wassil Kolarow;
- für die schwedische und norwegische Delegation: Zeth Höglund, Ture Nerman;
- für die niederländische Delegation: Henriette Roland Holst;
- für die schweizerische Delegation: Robert Grimm, Charles Naine.

Da den englischen Delegierten die Reisepässe verweigert wurden, konnten sie zur Konferenz nicht anreisen und folglich das Manifest auch nicht unterzeichnen. Dem Schweizer Staatsschutz scheint die Konferenz entgangen zu sein, was z. B. im Kontext zu sehen ist, dass auch Lenin 1914 auf sein Asylgesuch als politisch Verfolgter des Zarismus hin «ohne grössere Probleme» Aufnahme in der Schweiz erhielt.

## Lenins Zusatzprotokoll
Dem von Trotzki verfassten Zimmerwalder Manifest fügte Lenin vor der Annahme ein eigenes, radikaleres Zusatzprotokoll hinzu, in welchem er das proletarische Potential zur Umwandlung des «imperialistischen Krieges» in einen Bürgerkrieg ansprach. In seiner Ambivalenz zwischen pazifistischen und kommunistischen Elementen trug das Manifest in der Folge entscheidend zur Spaltung der Sozialistischen Internationale in «Sozialpatrioten» (Diktion des 1. Kongresses der Kommunistischen Internationale) und «revolutionäre Proletarier» bei.

## Weblink
- Das Zimmerwalder Manifest Wortlaut des Manifestes, Beitrag von Einde O’Callaghan für das Marxists Internet Archive.